# Glansros
Glansros (Rosa virginiana), en art i familjen rosväxter och förekommer naturligt i östra Nordamerika.

## Synonymer
- Rosa carolinensis Marshall
- Rosa lucida Ehrh.
- Rosa nanella Rydb.
- Rosa parviflora Ehrh.
- Rosa virginiana f. nanella (Rydb.) Fernald